# حزب الشعب (سوريا)
حزب الشعب كان حزباً سياسياً سورياً برز مع بداية الحياة السياسية السوريّة بعد الاستقلال عن الإنتداب الفرنسي وانقسام الكتلة الوطنية إلى الحزب الوطني الذي كان يمثل وجهاء دمشق وحزب الشعب الذي كان يمثل وجهاء حلب وحمص. تأسس رسمياً بعد الاستقلال عام 1948 وهو المعارض التقليدي للحزب الوطني، علمًا أن كلا الحزبين يعود للمنابع ذاتها وهي الكتلة الوطنية التي قادت مقارعة الانتداب الفرنسي على البلاد.

## التاريخ
انقسمت الكتلة الوطنية على نفسها عام 1947 نتيجة الصراعات المختلفة بين أقطابها، وأنشأ مجموعة من الأعضاء السابقين خاصة في حمص وحماة وحلب حزب الشعب، وهي الأطراف التي تملك مصالح في إعلان الوحدة الاقتصادية مع العراق الأمر الذي كانت تعارضه الكتلة الوطنية. وقد أيد الحزب الطبقة البرجوازية المتنفذة اقتصاديًا خاصة في حلب، حيث كان يعتقد أنه من غير الممكن النهوض باقتصاد سوريا بدون اقتصاد حلب، وربما يقع خلف ذلك أيضًا محاولة كسر هيمنة النخبة التجارية في دمشق على السياسة السورية والمصالح الاقتصادية فيها. كان أول مؤسسي الحزب هم رشدي الكيخيا وناظم القدسي ومصطفى برمدا عام 1948. تمتع حزب الشعب أيضاَ بدعم من آل الأتاسي في حمص، وكان عدنان الأتاسي ابن الرئيس السابق هاشم الأتاسي أحد القادة الرئيسين للحزب غير أن هاشم الأتاسي لم يصبح عضوًا رسمياً في الحزب، رغم أنه أعلن تأييده له مراتٍ عديدة، وقد ساهم تأييد آل الأتاسي في انتشار شعبية الحزب في حمص لما لآل الأتاسي من شعبية بين سكان المدينة.
حصل الحزب على الأغلبية المطلقة من المقاعد في مجلس الشعب عام 1949 لكن الانقلابات العسكرية المتوالية التي بدأها حسني الزعيم ثم تلاه سامي الحناوي وأديب الشيشكلي أطاحت بحكومة حزب الشعب الأولى، بل إن الشيشكلي قام في 28 تشرين الثاني / نوفمبر 1951 باعتقال أغلب قيادي الحزب بمن فيهم ناظم القدسي ورشدي الكيخيا مؤسسي الحزب، كما وضع الرئيس هاشم الأتاسي تحت الإقامة الجبرية. وقد كان حزب الشعب من بين القوى التي خططت للإطاحة بالشيشكلي بعد ذلك بعامين، واستعادت نفوذها لكونه الكتلة الكبرى في مجلس الشعب عام 1954، ولعب دوراً بارزاً في تشكيل جميع الحكومات السورية خلال عهد الجمهورية الأولى.
اضطر الحزب لحل نفسه، مع جميع الأحزاب السياسية في سوريا بين عامي 1958 و1961 وهي المدة التي توحدت فيها سوريا ومصر تحت قيادة جمال عبد الناصر في الجمهورية العربية المتحدة، لكنه عاد مجدداً إلى السلطة عام 1961 بعد الانفصال، وانتخب ناظم القدسي رئيس الحزب رئيساً للجمهورية بعد فوز الحزب بالأغلبية في انتخابات مجلس الشعب التي حصلت عام 1961. استمر الحزب في قيادة البلاد حتى 8 آذار / مارس 1963 حيث قاد حزب البعث انقلاباً عسكرياً أوصله إلى السلطة، أطلق عليه اسم ثورة الثامن من آذار.

## قادة الحزب
|  | الاسم           | المنصب                                        |
|  | --------------- | --------------------------------------------- |
|  | رشدي الكيخيا    | رئيس الحزب                                    |
|  | ناظم القدسي     | رئيس الجمهورية السورية الرابع عشر (1961-1963) |
|  | معروف الدواليبي | رئيس لمجلس الوزراء السوري (1961-1962)         |
|  | رشاد برمدا      | نائب لرئيس مجلس الوزراء السوري (1962)         |
|  | فيضي الأتاسي    | وزير الخارجية (1951-1955)                     |
|  | أحمد قنبر       | وزير الداخلية (1961-1962)                     |
|  | علي بوظو        | وزير الداخلية (1956)                          |